# Brackettville
Brackettville város az USA Texas államában. Lakosainak száma 1341 fő (2020. április 1.).

## Népesség
A település népességének változása:

| 2010 | 1 688 |
| 2020 | 1 341 |